# Kali colubrina
Kali colubrina és una espècie de peix de la família dels quiasmodòntids i de l'ordre dels perciformes.

## Etimologia
Kali fa referència a una de les deesses principals de l'hinduisme (Kali), mentre que colubrina deriva del mot llatí colŭbra (colobra) en referència a les nombroses dents corbades que presenta a totes dues mandíbules i que li fan assemblar-se a les serps de la família Colubridae.

## Descripció
El cos, allargat i comprimit lateralment, fa 17,1 cm de llargària màxima. Línia lateral no interrompuda. Mandíbules corbades i d'igual llargada o la inferior un xic més allargada que la superior. Quan es troba tancada, la boca presenta un forat ample entre totes dues mandíbules. Ulls petits i situats a la mateixa distància entre el musell i l'extrem de la mandíbula superior. Costelles febles, primes i curtes. Aleta anal estesa fins a la cavitat abdominal per 5 vèrtebres. Cap i cos completament recoberts per petits melanòfors subcutanis grisos i marrons. Peritoneu negre. Conducte gastrointestinal blanc.

## Hàbitat i distribució geogràfica
És un peix marí, batipelàgic (entre 1.000 i 2.270 m de fondària, normalment entre 1.300 i 1.800) i de clima subtropical, el qual viu a l'Atlàntic occidental (88°45’W-38°19’W, 27°48’N i 19°50’S), l'Atlàntic Nord (el golf de Mèxic, l'estret de Florida, les illes Bahames i Surinam), l'Atlàntic Sud (el Brasil), la conca Indo-Pacífica (Indonèsia), el Pacífic Sud occidental (Nova Zelanda) i la Placa del Pacífic entre 127°36’E i 169°07’E, 19°14’N i 39°49’S.

## Observacions
És inofensiu per als humans i el seu índex de vulnerabilitat és de baix a moderat (28 de 100).